# Éditions John Doe
Pour les articles homonymes, voir John Doe (homonymie) et Doe.
John Doe est une maison d'édition française de jeux de rôle, fondée par John Grümph (qui a aussi fondée la maison d’autoédition Chibi) et Emmanuel Gharbi. Il s'agit souvent de jeux ayant peu de suivi — souvent un ouvrage unique —, parfois de gammes. Les ouvrages papier sont édités en petit format (16 × 24 cm), à couverture souple.

## Jeux édités
- Americana : livre de base (campagne burst) et Le Rêve américain (scénario stand-alone + écran)
- Bloodlust Métal
- Deadline
- dK System : livre de base, Mantel d'Acier, Plagues, Bestiaire monstrueux et dK2
- Éleusis
- Final Frontier
- Hellywood : livre de base et écran
- Icons
- Meute
- Les Mille-Marches
- Notre Tombeau
- Oltrée !
- Patient 13
- Tenga
- WarsaW

## Revue
- Body Bag, 4 numéros parus. Actualités et suppléments.